# Бадраджі
Бадраджі (рум. Badragi) — село у повіті Сучава в Румунії. Входить до складу комуни Замостя.
Село розташоване на відстані 382 км на північ від Бухареста, 26 км на північ від Сучави, 133 км на північний захід від Ясс.

## Населення
За даними перепису населення 2002 року у селі проживали 236 осіб, усі — румуни. Усі жителі села рідною мовою назвали румунську.